# 8057 Hofmannsthal
8057 Hofmannsthal è un asteroide della fascia principale. Scoperto nel 1971, presenta un'orbita caratterizzata da un semiasse maggiore pari a 2,8541574 UA e da un'eccentricità di 0,0343409, inclinata di 4,39707° rispetto all'eclittica.